# Alan Osbiston

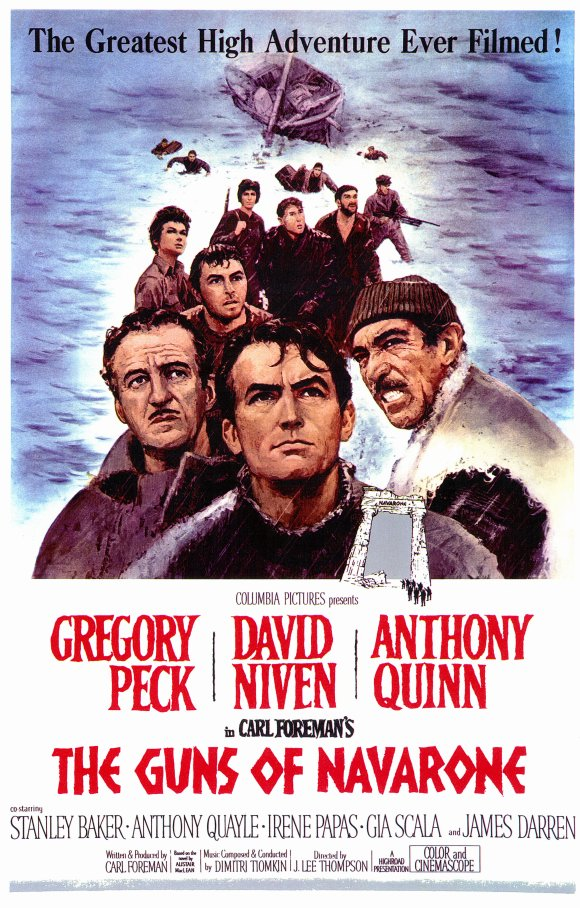
Les Canons de Navarone (1961, poster promotionnel)

Alan Osbiston est un monteur britannique d'origine australienne, né le 7 mai 1914 à Sydney et mort en 1971 à Twickenham (Grand Londres).

## Biographie
Installé en Angleterre, Alan Osbiston contribue ainsi au cinéma à quarante-quatre films britanniques (ou en coproduction) sortis entre 1942 et 1970 — il meurt prématurément l'année suivante (1971), vers 57 ans —.
Parmi les films notables qu'il monte, mentionnons Les Guerriers dans l'ombre de Charles Crichton (1948, avec Robert Beatty et Simone Signoret), Marin du roi de Roy Boulting (1953, avec Michael Rennie et Wendy Hiller), Vivre un grand amour d'Edward Dmytryk (1955, avec Deborah Kerr et Van Johnson), Les Canons de Navarone de J. Lee Thompson (1961, avec Gregory Peck et David Niven), ainsi que Lord Jim de Richard Brooks (1965, avec Peter O'Toole et James Mason).
En 1962, il obtient une nomination à l'Oscar du meilleur montage (qu'il ne gagne pas), pour Les Canons de Navarone.

## Filmographie partielle
- 1948 : Les Guerriers dans l'ombre (Against the Wind) de Charles Crichton
- 1951 : L'enquête est close (Circle of Danger) de Jacques Tourneur
- 1951 : The House in the Square de Roy Ward Baker
- 1953 : Marin du roi (Singlee-Handed ou Sailor of the King) de Roy Boulting
- 1954 : Meurtre sur la Riviera (Beautiful Stranger) de David Miller
- 1954 : Un inspecteur vous demande (An Inspector Calls) de Guy Hamilton
- 1955 : Des pas dans le brouillard (Footsteps in the Fog) d'Arthur Lubin
- 1955 : Commando sur la Gironde (The Cockleshell Heroes) de José Ferrer
- 1955 : Vivre un grand amour (The End of the Affair) d'Edward Dmytryk
- 1956 : Safari de Terence Young
- 1956 : Zarak le valeureux (Zarak) de Terence Young
- 1957 : Temps sans pitié (Time Without Pity) de Joseph Losey
- 1959 : Au fil de l'épée (The Devil's Disciple) de Guy Hamilton
- 1959 : Un brin d'escroquerie (A Touch of Larceny) de Guy Hamilton
- 1960 : Le Cabotin (The Entertainer) de Tony Richardson
- 1960 : Un compte à régler (The Challenge) de John Gilling
- 1961 : Les Canons de Navarone (The Guns of Navarone) de J. Lee Thompson
- 1962 : Astronautes malgré eux (The Road to Hong Kong) de Norman Panama
- 1963 : Les Vainqueurs (The Victors) de Carl Foreman
- 1965 : Lord Jim de Richard Brooks
- 1965 : Guerre secrète (The Dirty Game) de Terence Young et autres
- 1966 : Un mort en pleine forme (The Wrong Box) de Bryan Forbes
- 1967 : La Nuit des généraux (The Night of the Generals) d'Anatole Litvak
- 1967 : Un cerveau d'un milliard de dollars (Billion Dollar Brain) de Ken Russell
- 1968 : Enfants de salauds (Play Dirty) d'André De Toth
- 1968 : Duffy, le renard de Tanger (Duffy) de Robert Parrish

## Distinction
- 1962 : nomination à l'Oscar du meilleur montage, pour Les Canons de Navarone.